# Abadiânia
Abadiânia là một đô thị ở bang Goiás. Dân số đô thị này năm 2007 ước khoảng 12.640 người.